# Buğdaylı, Köprüköy
Buğdaylı là một xã thuộc huyện Köprüköy, tỉnh Erzurum, Thổ Nhĩ Kỳ. Dân số thời điểm năm 2011 là 705 người.